# Пукиос

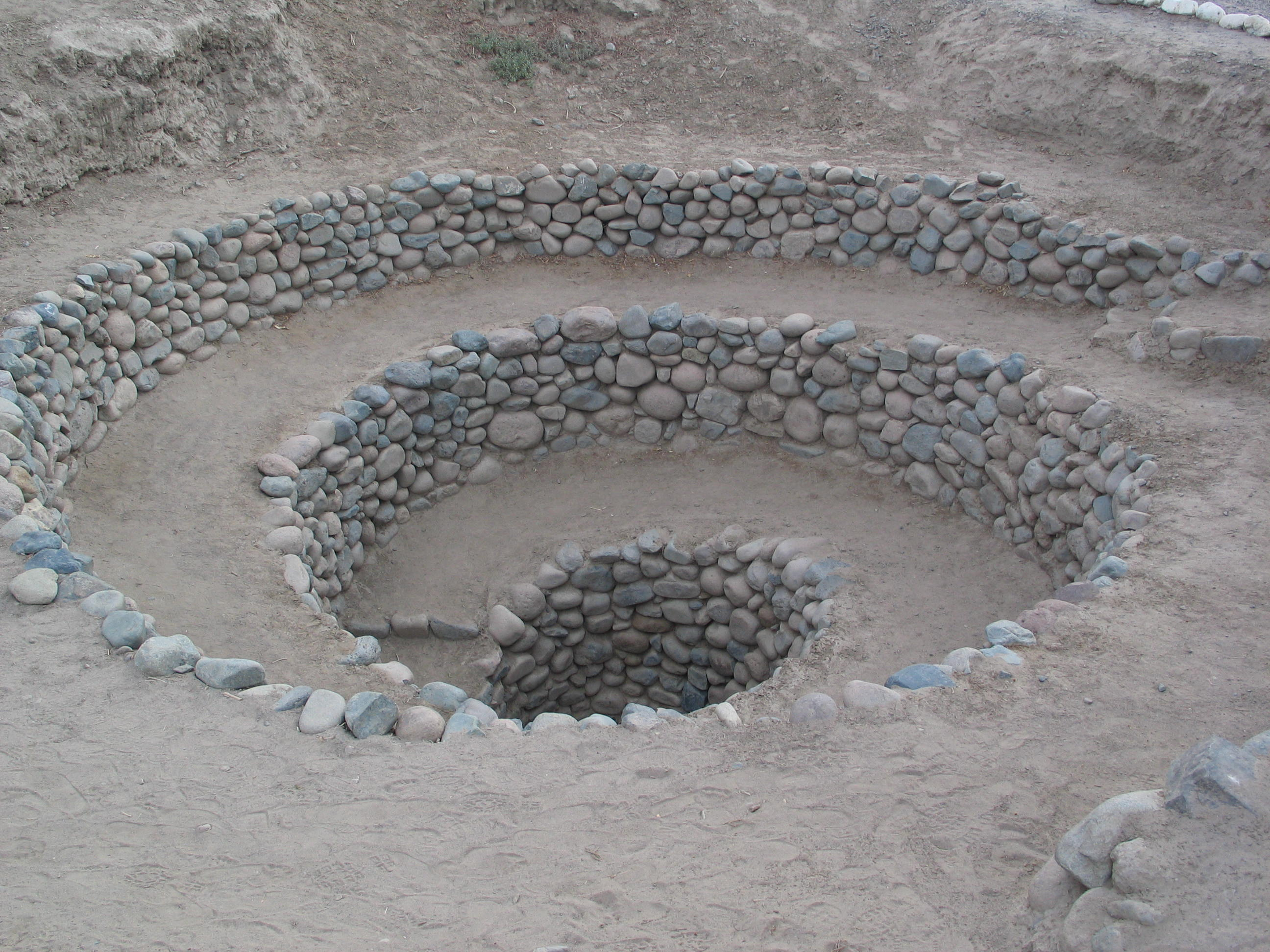
Вход в пукиос около Наски, Перу

Пукиос, исп. Puquios (происходит от слова из языка кечуа и означает «источник, родник») — условное название древней системы акведуков близ города Наска в Перу. Из 36 пукиос  большинство функционирует до настоящего времени, являясь источником воды в этой пустынной и засушливой местности. Пукиос до настоящего времени плохо картографированы, их систематические раскопки не проводились.
В различных исследованиях приводятся различные даты сооружения пукиос. Зачастую их относят к археологической культуре Наска, причём предполагается, что они были сооружены около 540 г. н. э. в связи с двумя продолжительными засухами в это время. Впервые об их существовании в письменном источнике упоминает в 1605 г. Рехинальдо де Лисаррага, который с некоторым сомнением предполагает, что их могли построить испанцы. С другой стороны, свидетельства проектирования и сооружения пукиос в испанских текстах отсутствуют.